# Battle Hymns
Battle Hymns е дебютният албум на хевиметъл групата Manowar. Издаден е през 1982 г.
По-късно е издаден отново на CD с ремастиран звук. Всяко CD съдържа цветен буклет с 16 страници от ноти, снимки и интервюта с оригиналните четири члена на групата.

## Състав
- Ерик Адамс – вокал
- Рос „Дъ Бос“ Фрийдман   – китара
- Дони Хамзик – барабани
- Орсън Уелс – речитатив на Dark Avenger